# Trichomyia leei
Trichomyia leei är en tvåvingeart som beskrevs av Duckhouse 1965. Trichomyia leei ingår i släktet Trichomyia och familjen fjärilsmyggor. Inga underarter finns listade i Catalogue of Life.